# Diferència entre LMS i LCMS
Dins els sistemes e-learning es troben els Sistemes d'administració de l'aprenentatge o LMS, també coneguts com a plataformes d'aprenentatge. Aquests estan basats en un servidor web que té com a objectiu principal proveir mòduls per als processos administratius i de seguiment que calen per a un sistema d'ensenyança, simplificant el control d'aquestes tasques. Els mòduls administratius permeten configurar cursos, registrar professors/es, assignar cursos als alumnes, matriculacions, informes del procés d'aprenentatge i les qualificacions. A més, facilita l'aprenentatge col·laboratiu i distribuït a partir d'activitats i continguts ja elaborats, de manera síncrona o asíncrona, utilitzant els serveis de comunicació d'Internet com a fòrums, correus, videoconferència o xat en línia.
En les plataformes LMS l'alumne/a interactua a través d'una interfície web que li permet seguir el curs, les lliçons i fer les activitats, parlar amb el professor/a i altres alumnes. També pot tenir un seguiment del seu procés d'aprenentatge amb dades estadístiques i qualificacions. La complexitat i les capacitats de cada plataforma LMS són variades segons el seu sistema, però tots compten amb funcions bàsiques com les dites anteriorment. Les més comunes són Moodle amb software lliure i Blackboard.
Els sistemes d'administració de continguts d'aprenentatge o LCMS, tenen el seu origen en els CMS (Content Management System) i segueixen el seu concepte bàsic, l'administració de continguts enfocats en l'àmbit educatiu, administrant i concentrant únicament recursos educatius. És un sistema basat en web que s'utilitza per crear, publicar, administrar i emmagatzemar recursos educatius i cursos en línia. Els principals usuaris, els dissenyadors instruccionals que utilitzaran el contingut per estructurar aquests cursos i els professors/es per complementar el seu material a l'aula o com a eina per ampliar coneixements als alumnes. Els continguts s'emmagatzemen en repositoris que poden ser utilitzats de manera independent o associats per la creació d'un curs. El procés per a treballar dins d'aquesta plataforma requereix un control de cada fase del contingut així com permetre i organitzà la seva publicació.
Tant LMS com els LCMS es poden generalitzar com a sistemes de gestió d'aprenentatge amb la diferencià que els primers administren els cursos, fan seguiment de les activitats i l'alumne, i els segons desenvolupen els continguts, l'accés i el seu emmagatzemament.
Sovint es pot confondre la terminologia entre plataformes LMS, sistemes de gestió de continguts CMS (Content Management System), eines de col·laboració (CT o Collaborative Tools) i els entorns virtuals d'ensenyança (VLE o Virtual Learning Environments).
Tots aquests sistemes comparteixen punts en comú quan a funcionalitat, però la seva diferencia es troba en la finalitat per a què han sigut dissenyats. Per a contextualitzar, els CMS són plataformes dissenyades per a difondre i donar a disposició de l'usuari uns continguts i materials d'aprenentatge. Les plataformes CT han estat creades per ajudar a les persones involucrades en una tasca conjunta per aconseguir uns determinats objectius. Els VLE són aplicacions basades en la web que proporcionen als alumnes i professors/es recursos per a millorar l'entrega i gestió de l'educació.